# Fernando Corredor
Fernando Corredor Muñoz (Medellín, 31 de diciembre de 1935 - Bogotá, 24 de diciembre de 2016)fue un actor colombiano que participó en teatro, televisión y cine.

## Biografía
Su carrera artística lleva más de 50 años. Estando en el grupo teatral de la Universidad Nacional de Colombia se convirtió en gran intérprete proyectándose para el mes de mayo de 1957 como uno de los mejores personajes de la televisión colombiana. Pasando de galán a villano, de pobre a rico, ha estado en producciones como Amor ciego, Pasión de gavilanes, La saga, negocio de familia, La Pasión según nuestros días, Oye bonita y Tu voz estéreo. 
El actor de voz grave se ha mantenido en pantalla porque es reconocido en el medio: «A uno que lleva 100 años lo llaman para trabajar en las producciones sin necesidad de hacer casting».
Falleció el 24 de diciembre de 2016 luego de estar dos días internado en cuidados intensivos tras ser atropellado por una motocicleta en Bogotá. Sufrió fuertes golpes en la cabeza y sometido a cirugía de cráneo que lo mantenía sedado, una semana después de su muerte cumpliría sus 81 años el 31 de diciembre del mismo año.

## Filmografía

### Televisión
- Sin senos sí hay paraíso (2016) — Alfonso Pulgarín.
- Diomedes, el Cacique de La Junta (2015) — Presidente Belisario Betancur.
- Tres Caínes (2013) — Gustavo de Greiff Restrepo.
- La playita (2014) — Simón Defex. (Un episodio).
- Pablo Escobar, el patrón del mal (2012) — Padre Rafael García Herreros.
- Flor salvaje (2011/2012) — Abogado Alberto.
- Amar y temer (2011) — Abogado.
- El man es Germán (2011-2012) — Don Heraclio. (El Macho Omega).
- Doña Bárbara (2008-2009) — Juez Isaías Cuervo.
- Oye bonita (2008) —  Julián
- Victoria (2007-2008) — Sacerdote Lorenzo.
- Nadie es eterno en el mundo (2007-2008) — Don Víctor.
- La traición (2008) — Abogado.
- La Pasión según nuestros días (2007) — Profesor Cruz.
- El Zorro: la espada y la rosa (2007) — Juez Quintana.
- Amores de mercado (2006) — Comandante de Policía / Juez.
- La Tormenta (2005) — Armando Fuentes.
- La mujer en el espejo (2004) — Sacerdote.
- La saga, negocio de familia (2004) — Antuco.
- Pasión de gavilanes (2003) — Calixto Uribe.
- La venganza (2002) — Socio viejo en la empresa de Valentina.
- Amantes del desierto (2001) — Procurador Guillermo Muñoz.
- ¿Por qué diablos? (2000) — Rector.
- Yo amo a Paquita Gallego (1998) — Andrés Abuelo.
- La viuda de Blanco (1996) — Profesor Rosales
- Clase aparte (1994) como Doctor Castro.
- Las aguas mansas (1994).
- N. N. (1991-1992) — Varios personajes.
- Ana de Negro (1990).
- Mi sangre aunque plebeya (1988).
- Vidas trocadas (1986).
- La tía Julia y el escribidor (1981) — Alberto.
- La abuela (1979).
- Los novios (1979).
- Kundry (1979).
- La marquesa de Yolombó (1978).
- La enemiga (1974).
- Antón García (1974).
- La María (1972).
- Dos rostros, una vida (1968).
- Casi un extraño (1968).
- Destino: la ciudad (1967).
- El enigma de Diana (1966).

## Cine
- La nave de los sueños (1996). (Coproducción de Colombia-México-Venezuela).
- El manantial de las fieras (1982). (Colombia).
- Amor ciego (1980). (Coproducción Colombia-México).
- Tigre (1979). (Coproducción Colombia-México).
- La muerte es un buen negocio (1979) (Coproducción Colombia-México)
- Ángel negro (1977). (Coproducción España-México)
- Hamlet (1965).
- Préstame tu marido (1964).